# 拾った女
『拾った女』（ひろったおんな、原題：Pickup on South Street）は、1953年制作のアメリカ合衆国のスリラー映画（フィルム・ノワール）。サミュエル・フラー監督・脚本、リチャード・ウィドマーク主演。第14回ヴェネツィア国際映画祭で銅獅子賞を受賞した。2018年にアメリカ国立フィルム登録簿に登録された。

## あらすじ
混雑したニューヨークの地下鉄で、スリのスキップ・マッコイがキャンディのハンドバッグから財布を盗む。彼らの2人ともが知らなかったのだが、財布には極秘の政府情報を写したマイクロフィルムが入っていた。キャンディは元カレで弁護士のジョーイの最後の頼みを聞いて、彼にマイクロフィルムが入った封筒を届けるところだったのだ。キャンディが封筒を盗まれたことをジョーイに報告すると、ジョーイは、その封筒には盗まれた企業秘密が入っていたのだとキャンディに言う。
FBI捜査官のザラは、共産主義スパイ組織の幹部にたどり着くための手がかりを期待して、地下鉄内でもキャンディを監視していた。ザラは地元警察にキャンディのハンドバッグから掏った男の身元確認を依頼する。ダン・タイガー警部補は情報提供者のモー・ウィリアムズを警察署に呼び出す。モーはザラにスリの手口について幾つか質問し、金額交渉をした後、推定した人物のリストをタイガーに渡す。地下鉄内でスキップの顔を見ていたザラは、警察にある前科者の顔写真からスキップを素早く特定する。スキップはそれまでに3回の逮捕歴があったのだ。タイガーはスキップが住んでいる海に突き出た小屋を訪ね、フィルムが極めて重要であることを明かし、スキップの愛国心に訴えてフィルムを渡すように説得するが、スキップはフィルムなど持っていないと言い、仇である彼をあざ笑う。
一方、ジョーイは乗り気でないキャンディを説得し、自力でスリを探そうとする。手がかりはモーへと繋がり、モーは同じ情報で再び金儲けが出来てほくそ笑む。
その夜、キャンディはスキップの外出中に彼の小屋の家捜しをする。戻ってきたスキップは、キャンディの懐中電灯の灯りしか無い中、キャンディを殴り倒す。その後、意識を取り戻したキャンディはフィルムを渡して欲しいとスキップに言うが、スキップは聞き入れない。翌日、スキップは図書館でマイクロフィルムを閲覧し、或る特殊な物質の化学式が書かれていることを知る。
キャンディは再度、スキップの小屋を訪れ、スキップから「共産主義者」、「アカ」呼ばわりされた上に、フィルムと引き換えに25,000ドルを要求される。しかしフィルムの中身を知らないキャンディは困惑するばかり。スキップは自分はフィルムの内容を知っているとキャンディに言う。スキップはキャンディの困惑はただの演技だと考える。しかし、スキップの嫌な態度にも拘わらず、キャンディは彼に惹かれていく。
キャンディがジョーイ部屋に行くと、彼の上司2人が居て、フィルムを1日以内に回収するように厳命し、拳銃を置いていく。キャンディは漸く事の次第を理解する。スキップに身の危険について警告しても信じて貰えないだろうと、彼女はモーに助けを求める。モーはスキップにフィルムをFBIに渡すよう説得するが、スキップは聞き入れない。モーが家に帰ると、ジョーイが忍び込んでいてスキップの住所を教えることを要求するが、モーは拒否し、共産主義者の陰謀を知っているのだと言うと、ジョーイは彼女を射殺する。
翌朝、スキップが家に戻ると、そこにはキャンディがいた。彼女はモーの死は自分のせいだと責め、スキップがまだ共産主義者と取引しようとしていることに落胆する。彼がフィルムを持って立ち去ろうとすると、彼女は瓶で後ろから彼を殴り倒し、フィルムをザラとタイガーに渡す。ザラは、共産主義スパイ組織の幹部を捕まえるために、キャンディにフィルムをジョーイに渡すように頼む。キャンディはフィルムをジョーイに渡すが、ジョーイはフィルムの一枚が無くなっていることに気づく。彼はスキップの住所を聞き出そうと彼女を殴り、逃げようとする彼女を撃つ。ジョーイは彼女のハンドバッグの中を探り、スキップの住所を見つける。
スキップはキャンディが殴られて撃たれたことを知り、病院にいる彼女を見舞い、キスをして慰める。
ジョーイとその上司はスキップの小屋に向かうが、スキップは彼らの足音を聞きつけ、小屋の下に隠れる。ジョーイがフィルムを幹部に届けるよう命じられると、スキップは小屋の下から抜け出し、ジョーイを地下鉄の駅まで尾行する。駅のトイレで封筒のやり取りを目撃したスキップは、フィルムを受け取った男を殴り倒し、ジョーイを追いかけて殴りつける。
その後、事情聴取を終えたキャンディをスキップが警察署に迎えに来る。タイガーは、スキップが今回の手柄で得た無罪放免を無効にするような犯罪にまた直ぐに手を染めるだろうと言うが、キャンディはスキップと腕を組みながら、もうそんなことにはならないと断言する。

## キャスト
- スキップ・マッコイ：リチャード・ウィドマーク
- キャンディ：ジーン・ピーターズ
- モー：セルマ・リッター
- ジョーイ：リチャード・カイリー
- タイガー警部：マーヴィン・ヴァイ
- ウィリス・バウチー
- ミルバーン・ストーン
- ジョージ・E・ストーン
- スチュアート・ランドール

## リメイク
1967年に『謀略都市』（The Cape Town Affair）としてリメイクされた。監督はロバート・D・ウェッブ、ジェームズ・ブローリン、ジャクリーン・ビセット、クレア・トレヴァーらが出演した。舞台がニューヨークから南アフリカ共和国のケープタウンに変更されている。